# François III de La Rochefoucauld
François III, comte de La Rochefoucauld (1521 - 24 août 1572), prince de Marcillac, comte de Roucy, baron de Verteuil, gentilhomme ordinaire de la chambre du roi, est l'un des chefs protestants assassinés le jour de la Saint-Barthélemy.
Il fut l'un des favoris du roi Henri II, puis de Charles IX par son humour et son intelligence. Il fut également l'ami et le témoin de mariage de Charles de Téligny et Louise de Coligny.

## Biographie
Fils du comte François II de La Rochefoucauld, il est un brillant homme de guerre, il se distingue pendant les trois premières guerres civiles. Dans sa jeunesse, Brantôme insiste sur la faveur qu'il connaît auprès d'Henri II. Chevalier de l'ordre du Roi, il fait partie de l'entourage du roi et a une carrière militaire assez dense.
En 1552 il prend part au siège de Metz comme capitaine de chevau-légers.
Il fut prisonnier à la bataille de Saint-Quentin (10 août 1557) avec le connétable de Montmorency. Il y conduisait la compagnie de gendarmes du duc de Lorraine avec le titre de lieutenant.
Il songea à quitter la Cour pour l'Allemagne en 1560, alors que sa position n'est plus tenable en raison de son engagement protestant, mais la mort de François II et les prières de Catherine de Médicis l'en empêche.
Il prend la tête du parti huguenot dès 1562 et participe dorénavant à tous les combats importants des trois premières guerres de religion.
Il prend le parti de la Maison de Bourbon contre la Maison de Lorraine et participe avec le Prince de Condé, son beau-frère (respectivement maris de deux filles de Charles de Roye comte de Roucy : Charlotte et Éléonore), à la Surprise de Meaux avec une immense cavalerie, le 28 septembre 1567.
Il prit d'assaut Beaugency et Pons. Après la paix d'août 1570, il retourne à la Cour, où le roi Charles IX, âgé de vingt ans, s'attache à lui. Son esprit et sa plaisante conversation en font un intime du roi, qui ne peut plus se passer de lui.
Installé à Paris la veille du Massacre de la Saint-Barthélemy, le roi Charles IX tente de le convaincre de demeurer au Louvre et lui suggère de coucher avec ses valets de chambre, mais ce dernier décline en lui répondant: « les pieds leur puent ». Le lendemain, 24 août 1572, les catholiques viennent trouver le comte de La Rochefoucauld et le sortent du palais. Avec les autres nobles protestants, il est tué dans les rues avoisinantes. Selon le témoignage de Filippo Cavriana, médecin italien de Catherine de Médicis, ce serait Raymond de Laguo, gouverneur de Caen, qui le tue de son épée, mais le pasteur Simon Goulart attribue le crime à d'autres. Son corps est dénudé et jeté dans la Seine.

### Faits d'armes
- Il prit part au blocus de Paris, puis protégea le Prince de Condé en Normandie.
- Il participa à la Bataille de Dreux (19 décembre 1562) où il s'opposa au bataillon du Connétable Anne.
- Il fit ensuite le siège d'Orléans et prit Gergeau.
- Il prit part à la bataille de Saint-Denis (10 novembre 1567), puis accompagna le prince de Condé en Touraine.
- Il fit le siège de Chartres.
- Il leva une immense armée pour sauver le prince de Condé à La Rochelle et l'accompagner en Languedoc pour fusionner avec les troupes conduites par Jacques II de Crussol.
- Il participa à la bataille de Jarnac ou le prince Louis Ier de Bourbon-Condé trouva la mort (13 mars 1569).
- Au service d'Henri de Navarre, neveu paternel de Louis de Condé, il participa aux combats de La Roche-l'Abeille.
- Aux sièges de Nontron, de Lusignan et de Poitiers (été 1569).
- Le comte se porta au secours de Châtellerault, participa au combat du Port-de-Piles et à la bataille de Moncontour (3 octobre 1569).

## Mariages et succession

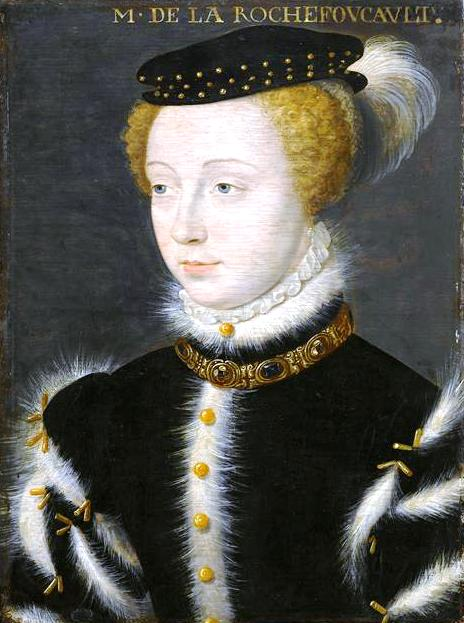
Portrait de sa seconde épouse, Charlotte de Roye (1537-1569)

Il épouse en premières noces Sylvie Pic de la Mirandole, parente du philosophe Jean Pic de la Mirandole, avec qui il eut un fils François IV de La Rochefoucauld.
Le 31 mai 1557, il épouse en secondes noces Charlotte de Roye (1537-1569), comtesse de Roucy, belle-sœur du prince de Condé, avec qui il eut six enfants, qui portèrent le nom et les armes de Roye devant celle de La Rochefoucauld par contrat de mariage.